# Dorian Coninx
Pour les articles homonymes, voir Coninx (homonymie).
Dorian Coninx, né le 28 janvier 1994 à Échirolles, est un triathlète professionnel français, champion du monde de triathlon en relais mixte en 2015, 2018, 2020 et champion du monde de triathlon courte distance en 2023.

## Biographie

### Carrière en triathlon
Dorian Coninx est champion d'Europe et du monde juniors en 2013, puis champion du monde espoirs en 2014. Lors de l'étape de coupe d'Europe à Quarteira en 2015, il remporte sa première course élite, en s'appuyant sur de très bons résultats en course à pied, comme sa performance au 10 km de Cannes en 29 min 39 s.
Le 13 juillet 2014, il devient vice-champion du monde de triathlon en relais mixte avec Audrey Merle, Cassandre Beaugrand et Vincent Luis à Hambourg. Un an plus tard, il monte sur la plus haute marche du podium de ces mêmes championnats du monde par équipes avec Jeanne Lehair, Audrey Merle et Vincent Luis, donnant ainsi à l'équipe de France son premier titre dans cette compétition.
Qualifié pour la course olympique lors des Jeux de Rio en août 2016, il prend la 36e place du classement en 1 h 51 min 50 s.
En 2017, il remporte son premier titre de champion de France sur courte distance. Il s'impose sur l'épreuve de distance S lors de l'étape du Grand Prix de triathlon à laquelle il participe en tant que sociétaire de  Poissy Triathlon et qui sert également de support aux championnats de France. Il passe la ligne d'arrivée en vainqueur à l'issue d'un sprint avec le Norvégien Kristian Blummenfelt représentant l'E.C Sartrouville Triathlon.
En 2018, il remporte en équipe les premiers championnats de France de triathlon en relais mixte, pratique nouvelle qui fait son entrée au programme olympique en 2020.
En juillet 2018, il fait partie de l'équipe de relais mixte lors des championnats du monde de cette spécialité. Second relayeur au coude à coude durant la première partie de course avec Jonathan Brownlee, il prend l'ascendant durant la course à pied et creuse un écart avec le Britannique, il passe le relais à Cassandre Beaugrand qui affronte l'Américaine Katie Zaferes laquelle reste au contact de la Française jusqu'au passage du dernier relais. Vincent Luis dernier relayeur ne laisse aucun doute sur sa forme et prend rapidement du champ sur les derniers relayeurs, américain, britannique et australien qui se disputent les places d'honneur. L'équipe de France vainqueur en 1 h 20 min 6 s ajoute un second titre mondial dans cette spécialité à son palmarès.
Il fait partie de l’équipe de France de triathlon qui remporte un deuxième titre européen de la spécialité lors de l'épreuve en relais mixte des championnats d'Europe de triathlon 2018 à l'issue d'une course dense et très disputée, avec les relayeurs Léonie Périault, Pierre Le Corre, Cassandre Beaugrand qui affichent leur suprématie sur cette spécialité, après leur victoire lors des championnats du monde  de cette même année. Dorian Coninx lors du dernier relais prend le meilleur sur le Suisse Sylvain Fridelance au cours de la course à pied et  passe la ligne victorieusement.
Le 31 juillet 2021, il fait partie de l'équipe qui remporte la médaille de bronze lors du relais mixte de triathlon aux Jeux Olympiques de Tokyo en compagnie de Léonie Périault, Cassandre Beaugrand et Vincent Luis, première médaille olympique de l'histoire pour l'équipe de France de triathlon. En août 2021, il remporte la première du nouveau format d'étape mise en œuvre lors des séries mondiales de triathlon. À l'issue d'une course par élimination au format super-sprint et sur deux jours de compétition, il fait partie des dix derniers triathlètes de l'éliminatoire et remporte l'étape devant ses deux compatriotes, Vincent Luis et Léo Bergère.
Le 13 août 2022, lors des championnats d'Europe de triathlon à Munich, il décroche, en individuel, la médaille de bronze derrière les Français Léo Bergère et Pierre Le Corre. Le lendemain, il devient champion d'Europe en relais mixte avec ses compatriotes Emma Lombardi, Cassandre Beaugrand et Léo Bergère.
Le 23 septembre 2023, il devient champion du monde de triathlon en remportant la grande finale des série des championnats du monde de triathlon (WTSC) à Pontevedra, alors qu'il n'est présent sur aucun podium de la saison. C'est le second triathlète, après le Britannique Alistair Brownlee, à avoir remporté les titres de champion du monde dans les trois catégories (junior, U23, et élite).
Le 11 mai 2024, il chute lors de l'étape WTCS de Yokohama et se fracture le poignet et le coude. Il obtient malgré cela, sa qualification pour les Jeux Olympiques de Paris, où il termine 27e de l'épreuve individuelle.

## Palmarès

### En triathlon
Le tableau présente les résultats les plus significatifs (podium) obtenus sur le circuit national et international de triathlon depuis 2014,.
| Année | Compétition                                | Pays           | Position           | Temps           |
| ----- | ------------------------------------------ | -------------- | ------------------ | --------------- |
| 2023  | Championnats du monde - Classement général |                | Médaille d'or      | 4 237 points    |
| 2023  | WTCS Pontevedra                            | Espagne        | Médaille d'or      | 1 h 42 min 22 s |
| 2023  | Test Events Paris                          | France         | Médaille de bronze | 1 h 41 min 15 s |
| 2022  | Coupe du monde - l'étape sprint de Bergen  | Norvège        | Médaille d'or      | 55 min 37 s     |
| 2022  | Championnats d'Europe de triathlon         | Allemagne      | Médaille de bronze | 1 h 41 min 24 s |
| 2022  | Coupe d'Europe - l'étape sprint de Melilla | Espagne        | Médaille d'or      | 47 min 26 s     |
| 2021  | WTS Montréal                               | Canada         | Médaille d'or      | 22 min 8 s      |
| 2021  | Championnats d'Europe de triathlon         | Espagne        | Médaille d'or      | 1 h 41 min 3 s  |
| 2021  | Coupe d'Europe - l'étape sprint de Melilla | Espagne        | Médaille d'argent  | 49 min 16 s     |
| 2019  | WTS Bermudes                               | Bermudes       | Médaille d'or      | 1 h 50 min 36 s |
| 2019  | Jeux mondiaux militaires                   | Chine          | Médaille de bronze | 1 h 42 min 27 s |
| 2018  | Coupe d'Europe - l'étape de Quarteira      | Portugal       | Médaille d'or      | 1 h 50 min 0 s  |
| 2017  | Championnat de France courte distance      | France         | Médaille d'or      | 48 min 39 s     |
| 2017  | Coupe d'Europe - l'étape de Quarteira      | Portugal       | Médaille de bronze | 1 h 48 min 51 s |
| 2016  | WTS Le Cap                                 | Afrique du Sud | Médaille de bronze | 0 h 54 min 23 s |
| 2015  | Coupe d'Europe - l'étape de Quarteira      | Portugal       | Médaille d'or      | 1 h 47 min 56 s |
| 2014  | Coupe du monde - l'étape de Carthagène     | Colombie       | Médaille de bronze | 1 h 46 min 17 s |
| 2014  | Coupe d'Europe - l'étape d'Antalya         | Turquie        | Médaille d'argent  | 1 h 46 min 52 s |

| Année | Compétition                              | Pays        | Position           | Temps           |
| ----- | ---------------------------------------- | ----------- | ------------------ | --------------- |
| 2022  | Championnats d'Europe en relais mixte    | Allemagne   | Médaille d'or      | 1 h 25 min 30 s |
| 2021  | Jeux olympiques - relais mixte           | Japon       | Médaille de bronze | 1 h 24 min 4 s  |
| 2020  | Championnats du monde en relais mixte    | Allemagne   | Médaille d'or      | 1 h 18 min 25 s |
| 2019  | WTS Tokyo                                | Royaume-Uni | Médaille d'or      | 1 h 26 min 33 s |
| 2019  | WTS Nottingham                           | Royaume-Uni | Médaille de bronze | 1 h 24 min 3 s  |
| 2019  | Championnat d'Europe des clubs champions | Portugal    | Médaille d'or      | 1 h 21 min 5 s  |
| 2018  | Championnats d'Europe en relais mixte    | Royaume-Uni | Médaille d'or      | 1 h 15 min 7 s  |
| 2018  | Championnat du monde en relais mixte     | Allemagne   | Médaille d'or      | 1 h 20 min 6 s  |
| 2018  | Championnat de France en relais mixte    | France      | Médaille d'or      | 1 h 57 min 14 s |
| 2015  | Championnat du monde en relais mixte     | Allemagne   | Médaille d'or      | 1 h 20 min 33 s |
| 2014  | Championnat du monde en relais mixte     | Allemagne   | Médaille d'argent  | 1 h 19 min 11 s |

| Année | Nombres | Étapes                        |
| ----- | ------- | ----------------------------- |
| 2024  | 2       | Saint-Jean-de-Monts, Quiberon |
| 2023  | 1       | Saint-Jean-de-Monts           |
| 2021  | 1       | Metz                          |
| 2020  | 1       | Châteauroux                   |
| 2017  | 3       | Dunkerque, Quiberon, Embrun   |
| Total | 8       | 6 villes différentes          |

### En athlétisme
Le tableau présente les résultats les plus significatifs (« Top 10 ») obtenus sur le circuit national de cross-country depuis 2022.
| Année | Compétition                            | Lieu        | Place | Épreuve    | Performance |
| ----- | -------------------------------------- | ----------- | ----- | ---------- | ----------- |
| 2022  | Championnat de France de cross-country | Les Mureaux | 4e    | Individuel | 32 min 02 s |

## Décorations
- Chevalier de l'ordre national du Mérite le 8 septembre 2021[20]
- Médaille de la jeunesse, des sports et de l'engagement associatif, argent (2025)[21].